# 相模原市立大沢小学校
相模原市立大沢小学校（さがみはらしりつ おおさわしょうがっこう）は、神奈川県相模原市緑区大島に存在する公立の小学校である。

## 沿革
- 1902年（明治35年）4月 - 九沢両地区の学校を合併した尋常高等小学校として開校。
- 1941年（昭和16年）
  - 4月1日 - 国民学校令により、大沢村立大沢国民学校と改称。
  - 4月29日 - 町村合併による相模原町の誕生に伴い、相模原町立大沢国民学校と改称。
- 1947年（昭和22年）4月1日 - 学制改革により、相模原町立大沢小学校と改称。
- 1948年（昭和23年）4月 - PTA発足。
- 1953年（昭和28年）
  - 10月 - 学校図書館が完成し、開館。
  - 11月24日 - 創立50周年事業として、校旗・校歌を制定。
- 1954年（昭和29年）11月20日 - 相模原町の市制施行により、相模原市立大沢小学校と改称。
- 1961年（昭和36年）2月 - 給食室が完成、学校給食開始。
- 1967年（昭和42年）3月 - 鉄筋校舎が新築され、職員室・図書館として使用開始（現:第1棟）。
- 1969年（昭和44年）7月17日 - プール完成。校内で水泳指導開始。
- 1970年（昭和45年）
  - 4月1日 - 藤棚完成。
  - 8月 - 鉄筋校舎新築（現:第3棟）。
- 1971年（昭和46年） - 校地周辺に、つつじ300本植樹。
- 1973年（昭和48年）
  - 3月 - 講堂兼公民館解体。跡地に鉄筋の体育館建設。
  - 12月 - 鉄筋校舎新築（現:第2棟）。
- 1975年（昭和50年）8月 - 給食室新設（現:給食室）。
- 1977年（昭和52年）3月 - 大島小学校新設伴い分離。本校から児童600名転出。
- 1980年（昭和55年）
  - 3月 - 九沢小学校新設に伴い分離。児童580名転出。
  - 4月 - 障害児学級「くすのき級」を設置。
- 1983年（昭和58年）11月26日 - 創立80周年記念式典挙行。記念事業として校歌碑の建立、校名額の掲額、記念誌の発行、記念植樹、校地内植樹の手入れ、アスレチック遊具施設の設置、タイムカプセルの埋設、記念コンサートの開催等が行われた。
- 1984年（昭和59年）10月1日 - 第1棟の改修工事が行われ、普通教室を第1理科室と準備室に改築。
- 1990年（平成2年）10月 - コンピュータ室にコンピュータ42台を導入し、使用開始。
- 1991年（平成3年）2月25日 - 校旗を新調。
- 1992年（平成4年）5月30日 - 創立90周年記念式典挙行。
- 1996年（平成8年）8月31日 - 校長室、職員室、事務室に空調設備を設置。普通教室にF・F式ストーブを設置。
- 1997年（平成9年）7月1日 - コンピュータ室のコンピュータ42台新機種の導入。
- 2000年（平成12年）7月 - 給食室改修工事開始。
- 2001年（平成13年）
  - 9月 - ドライシステム給食室完成し、磁器食器による給食開始。
  - 11月23日 - 相模原市北総合体育館にて、百周年記念児童発表会開催。
  - 12月1日 - 創立百周年記念式典挙行。記念事業として、大沢小昔のくらし館落成。
- 2002年（平成14年）3月4日 - 楽焼き小屋改築。
- 2003年（平成15年）
  - 3月20日 - 百周年記念事業として、フレンドシップガーデン落成。
  - 9月1日 - くすのき級増設、体育倉庫新築移転。
- 2004年（平成16年）2月 - 藤棚新築。
- 2005年（平成17年）
  - 3月 - プールサイド改修。
  - 8月 - コンピュータ新機種納入設置。
- 2006年（平成18年）
  - 2月 - 体育館改修工事終了。
  - 8月 - この月から11月まで、2棟・3棟のトイレ改修工事。
  - 11月 - 西側通路フェンス張り替え工事。1棟トイレ改修工事。
- 2007年（平成19年）8月 - 職員室パソコン納入完了。
- 2008年（平成20年）
  - 1月 - 体育館トイレ改修工事。
  - 3月 - 2棟2階トイレ改修工事。
  - 6月 - この月から、校舎内整備改修。
- 2009年（平成21年）
  - 1月 - くすのきフェア収益金によりかさ立てを設置。
  - 8月 - 高学年教室着替え用間仕切りカーテン設置、低学年廊下フック増設。
- 2010年（平成22年）
  - 2月 - 教室に大型デジタルテレビ整備、教室間連絡用救急フォン設置。
  - 8月 - 校庭整備改修（排水・フェンス）。
- 2016年（平成28年）2月 - くすのきフェア収益金により、校庭にバスケットゴールを設置。
- 2018年（平成30年）2月25日 - 空調機（エアコン）工事完了。
- 2020年（令和2年）9月1日 - GIGAスクール構想により、1人1台クロームブックの配備完了。

## 通学区域
- 相模原市緑区[1]
  - 大島（1408～1513番・1518～1524番・1536～1845番・1849～1854番・1856～1858番・1875～3178番・3184番・3190～3254番・3263番1号・3266～3338番・3340～3377番・4131～4276番・4686～4713番・4741～4754番・4796番）
  - 上九沢（177～392番）
  - 下九沢（1612～1631番・1656～1661番・1662番(3号・4号)・1663番2号・1666番(2号・4号・7～18号・25号)・1702～1710番・1715～1724番・1746～1763番・1765番・1766番・1803～2172番・2322～2361番・2389～2397番・2398番(1号・5～17号)・2403～2405番）
  - 田名（2179～2210番・2215～2217番・2247～2274番・2338番・2341番・2342番(1号・4号・5号)・2345～2391番・2395番2号・2421～2424番・2431～2456番・2457番(1号・2号)・2520～2522番・2524番・2525番）
- 相模原市中央区
  - 田名（2460番3号・2461番3号）

## 進学中学校
- 相模原市緑区[2]
  - 相模原市立大沢中学校

## 周辺
- 相模原市農業協同組合大沢支店 - 学校正門と相模原市道をはさんで、敷地が隣接。
- 相模原市立大沢公民館
- 相模原市緑区役所大沢まちづくりセンター - 大沢公民館内
- 相模原市消防局相模原北消防署大沢分署
- 相模原市立大沢中学校 - 進学先中学校
- 相模原市立大沢保育園 - 進学前保育園のひとつ

## 交通アクセス
- 神奈川中央交通「橋57」系統で、「大沢まちづくりセンター前」バス停下車後、すぐ近く。
- JR東日本横浜線・相模線、京王電鉄相模原線橋本駅南口から、上述の神奈中バスに乗車し、「大沢まちづくりセンター前」停留所下車。